# Estar en el armario
Estar en el armario o estar en el clóset es una metáfora psicoanalítica que hace referencia a la parte subconsciente (este término no es usado por el psicoanálisis) o inconsciente de la mente en la que la gente 'guarda' sus recuerdos a largo plazo, pensamientos indeseados, conflictos sin resolver, etc. Generalmente se emplea en referencia a algo sobre la identidad o intereses de una persona que desea mantenerlo reprimido o secreto. Sociológicamente hablando, el armario se refiere al espacio social en el que tienen lugar las prácticas del manejo del estigma sobre la identidad sexual propia. La metáfora del armario está completamente ligada a la noción de salir del armario, en la que uno revela su identidad estigmatizada.

## Historia de la metáfora del armario en referencia a la sexualidad

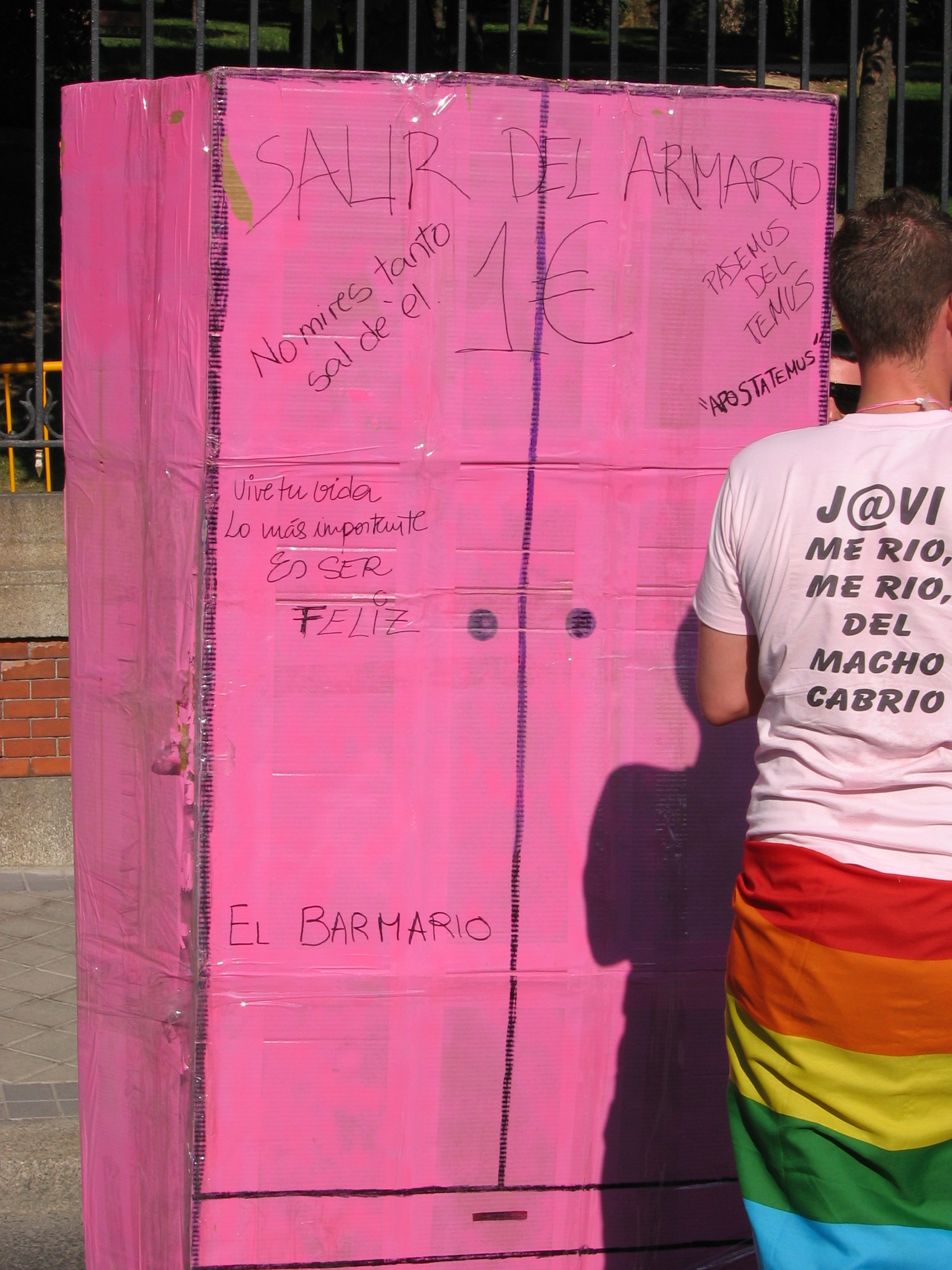
Representación metáforica del "armario" en una manifestación LGBT.

La expresión "estar en el armario" se ha empleado para describir el mantener secreta la conducta u orientación sexual de uno mismo, especialmente la homosexualidad o la bisexualidad, pero también incluyendo la identidad de género de personas transgénero o transexuales. Estar "en el armario" es algo más que ser discreto o privado, es un "patrón de ocultamiento con cambios a nivel vital" en el que los individuos gays, lesbianas, bisexuales, o transgénero ocultan su sexualidad/identidad de género en las áreas más importantes de su vida, a su familia, amigos, y en el trabajo. La mayoría asegura ser heterosexual cuando se les pregunta directamente. "Es el poder del armario modificar la forma de la vida de un individuo lo que ha hecho que la homosexualidad se haya convertido en un drama significativamente personal, social y político en la América del s.XX". (Seidman 2003, p.25).
"La dominación heterosexual puede que tenga una larga historia, pero el armario no la tiene" (Chauncey, 1994). 
El armario data de los Estados Unidos de posguerra en la década de 1950, cuando deliberada y agresivamente se incrementó la vigencia de la heterosexualidad. Según David Tettke, "La palabra armario se empleó por primera vez para que significara secreto o insospechado ya en 1600, pero no en relación a la sexualidad de una persona. Estar en el armario empezó a emplearse más o menos al mismo tiempo y significaba mantener algo secreto u oculto a los demás. Caso de armario, reina del armario u homosexual en el armario empezaron a emplearse a mediados del siglo XX para referirse a alguien que estaba ocultando su homosexualidad a los demás. Términos similares de esta época son los de fruta enlatada o reina seca, que ahora ya no se emplean."
"Las personas gais en los años de la pre-guerra (antes de la Primera Guerra Mundial)... no hablaban de salir de lo que nosotros llamamos el armario gay, sino más bien de salir adentro de lo que denominaban sociedad homosexual o mundo gay, un mundo ni tan pequeño, ni tan aislado, ni... tan escondido como implica el armario" (Chauncey 1994, énfasis añadido). De hecho, "emplear el término 'armario' para referirse a tiempos anteriores como los años de las décadas de 1920 o 1930 podría resultar anacrónico" (Kennedy 1996). (ibid, p.25 y 214)

## Conexión entre el armario y las neurosis
Tanto la investigación científica como la cultura popular han perpetuado la noción de que existe una relación entre "estar en el armario" y las neurosis.
En 1993, Michelangelo Signorile escribió Queer In America (reimpreso en 2003 por la University of Wisconsin Press, ISBN 0-299-19374-8), en el que explora en profundidad el daño causado tanto a los individuos "en el armario" como a la sociedad en general. Signorile promovía la práctica del outing: revelar públicamente, intencionada o desintencionadamente, la orientación sexual o la identidad de género de otra persona que desearía mantener esta información en secreto. En ocasiones el outing se emplea únicamente para dañar la reputación de una persona, por lo que ha sido muy polémico. Algunos activistas argumentan que el outing es apropiado y legítimo en algunos casos (por ejemplo, cuando el individuo trabaja activamente en contra de los derechos LGBT).
Los modelos clásicos de desarrollo de la identidad sexual (como Dank, 1971; Cass, 1984; Coleman, 1989; Troiden, 1989), y especialmente los modelos de identidad de Cass, han perpetuado esta idea en las ciencias sociales. En las primeras fases del proceso de salir del armario, los homosexuales están etiquetados como confundidos y desajustados en la sociedad. Solo al pasar por este proceso, según los modelos, puede uno convertirse en un homosexual bien adaptado y ajustado. 
También se ha informado de que los individuos en el armario tienen un riesgo mayor de suicidio.

## Psicoanálisis
En psicoanálisis, como metáfora, hace referencia a la parte subconsciente o inconsciente de la mente en la que la gente 'guarda' sus recuerdos a largo plazo, pensamientos indeseados, conflictos sin resolver, etc. Generalmente, se emplea en referencia a algo sobre la identidad o intereses de una persona que desea mantenerlo reprimido o secreto.